# Демократична република Виетнам
Демократична република Виетнам, съкратено ДРВ, понякога наричана Северен Виетнам, е държава в Югоизточна Азия, съществувала от 1954 до 1976 г.

## История
ДРВ е провъзгласена от Хо Ши Мин в Ханой на 2 септември 1945 г. На 19 декември 1946 г. Франция започва колониална война срещу ДРВ, в хода на която всичките органи на властта минават в нелегалност, а значителна част от територията (включително Ханой) минава под контрола на Френския експедиционен корпус. През януари 1950 г. ДРВ била официално призната от Китай и СССР. След поражението на френските войски през юли 1954 г. били подписани Женевските споразумения, по които територията на Виетнам временно се разделя на две части, между които има демилитаризирана зона. Северен Виетнам е под контрола на властта на ДРВ, начело Хо Ши Мин (това е първата социалистическа държава в района на Югоизточна Азия). На юг остава създадената от Франция държава Южен Виетнам. Предвиждало се през 1956 г. и в двете държави да се проведат свободни избори, след които да се състои обединението им. След разделението се наблюдава значителна миграция от Северен към Южен Виетнам – около 1 милион души. Обратно минават границата около 100 хиляди. Северен Виетнам става социалистическа държава с централизирана система на управление и планова икономика. В средата на 50-те години се провежда поземлена реформа, при която земята се отнема от едрите земевладелци и се раздава на селяните. Реформата е съпровождана с насилие, в резултат от което са загинали по различни преценки от хиляда до 100 хиляди души. В края на 50-те години започва индустриализацията на страната.
Провеждането на изборите, определени за 1956 г., било провалено от южновиетнамския режим с поддръжката на САЩ. През 1955 г. в Южен Виетнам била провъзгласена суверенна република Виетнам, което е нарушение на Женевските споразумения. Тъй като процесът на мирно обединение става невъзможен, през 1959 г. северновиетнамското ръководство взема решение за поддръжка на започналото в Южен Виетнам въстание на местните комунисти. В резултат на това избухва Виетнамската война. Бомбардировките от страна на САЩ върху Северен Виетнам нанасят огромни щети на икономиката и инфраструктурата и водят до десетки хиляди
човешки жертви. Значителна подкрепа Северен Виетнам получава от СССР и Китай. През януари 1973 г. било сключено Парижкото споразумение за прекратяване на огъня, според което САЩ и Северен Виетнам били длъжни да изведат войските си от Южен Виетнам. Но северновиетнамските войски не били изведени от юга и бойните действия продължавали. През пролетта на 1975 г. южновиетнамският режим бил свален. На 2 юли 1976 г. се обявява създаването на единната независима виетнамска държава – Социалистическа република Виетнам.

## Герб и Знаме
Гербът и Знамето на Северен Виетнам са същите като на днешния Виетнам.